# Forte Monte

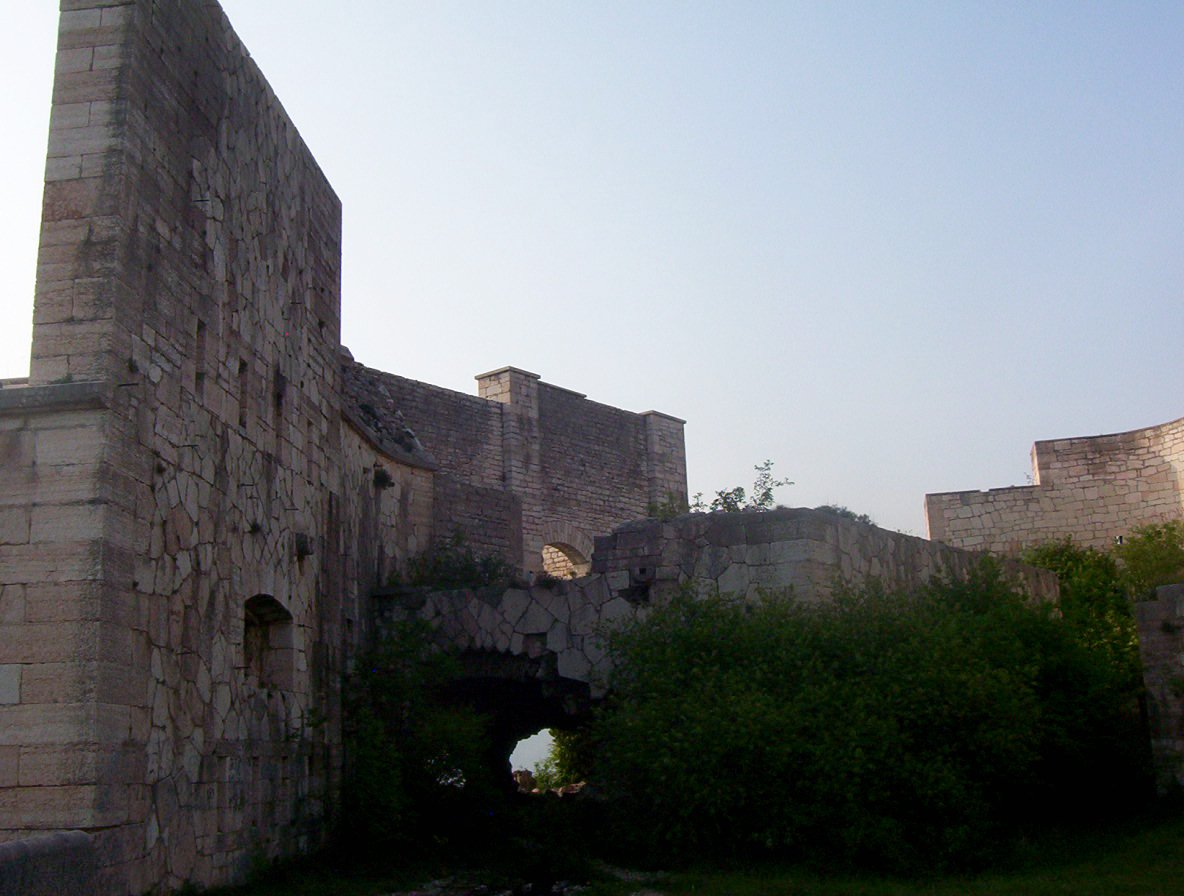
Blick auf die hofseitige Mauer des ehemaligen Kasemattenkorps

Das Festungswerk Forte Monte (bis 1881 Fort Mollinary) war ursprünglich eine österreichische militärische Liegenschaft im Königreich Lombardo-Venetien, das bis 1866 zum Kaisertum Österreich gehörte. Es liegt links der Etsch auf 410 Meter Höhe am Monte Pastello auf dem Gebiet der Fraktion Monte der Gemeinde Sant’Ambrogio di Valpolicella in der heutigen Provinz Verona. Zusammen mit dem Fort Hlawaty (jetzt Forte Ceraino) sowie dem Fort Wohlgemuth (jetzt Forte Rivoli) und der Straßensperre Chiusa (jetzt Forte di Chiusa) bildete es hinter der Sperre von Pastrengo den zweiten Riegel an der Etsch mit der Straße aus dem Süden nach Tirol (heutige Staatsstraße 12 – SS 12). Das Fort deckte außerdem den Rücken von Fort Hlawaty/Ceraino und den Zwischenraum zur Festung Peschiera. Die spätere italienische Bezeichnung für diese Sperrgruppe lautete: „Gruppo di Rivoli“. Das ebenfalls dazugehörende Forte San Marco wurde erst nach 1888 von den Italienern erbaut.
Nach den Aufständen in der Lombardei 1848 wurden vor der damaligen Tiroler Grenze zu Venetien zwei Sperrgruppen angelegt, die eventuellen gegnerischen Truppen hier den Durchzug durch das Tal der Etsch verwehren sollten.
Erbaut wurde es auf Anregung des Feldmarschall Radetzky in den Jahren 1849–1851 und erhielt den Namen des späteren Feldzeugmeisters Anton Mollinary, der hier sieben Jahre als Pionierkommandant eingesetzt war. Die Planungen für den Bau wurden wie bei den anderen Werken der Gruppe vom „k.k. Fortifikationsbureau“ in Verona durchgeführt.
Nachdem Venetien nach dem Krieg von 1866 für Österreich verloren war, verschob sich die Grenze nach Norden und die südlich gelegenen Festungswerke gingen in den Besitz des Königreichs Italien und somit der Regio Esercito über. Bis zum Jahre 1884 wurde das Fort in großen Teilen umgebaut und den neuen Verhältnissen angepasst. Dazu wurde es der Artillerie im Fort ermöglicht, jetzt auch nach Norden zu wirken. Bei der Wiederindienststellung wurde es in „Forte Monte“ umbenannt, womit man der Einfachheit halber den Namen des Weilers benutzte, auf dessen Gebiet das Werk lag.

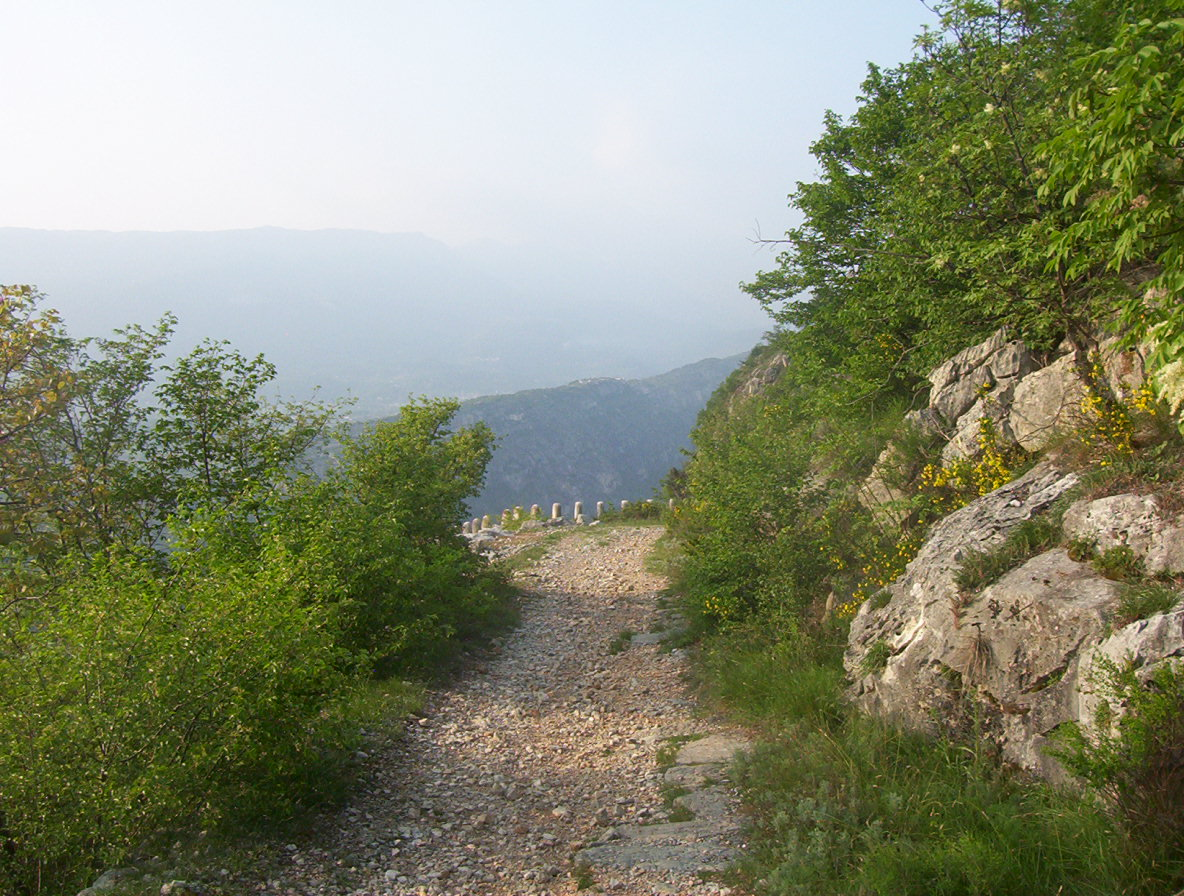
Die zum Fort führende alte Militärstraße

Auf Grund der veralteten Bauweise war es bereits bald nach der Fertigstellung als Festungsbau nutzlos geworden. Es wurde zunächst von der italienischen Armee und ab 1943 von der Wehrmacht als Magazin weitergenutzt, 1945 unbrauchbar gemacht und dann aufgegeben.

## Allgemeine Angaben
Erbaut wurde es in hoch aufragendem Mauerwerk im Stil der damaligen Zeit aus behauenen Blöcken des hier vorkommenden Veroneser Marmors (rosso ammonitico) mit einer wasserundurchlässigen Tonschicht und darüber einer Erdaufschüttung von bis zu zwei Metern auf der Decke. Es bestanden zwei Artillerieabschnitte – einmal ein Kasemattenkorps, das nach Süden, Westen und Norden gerichtet war und ein zweiter Abschnitt nach Osten aus einer Mauer mit Wall und freistehenden Feldgeschützen.
Das Kasemattenkorps, das nach Art einer Zitadelle gebaut war, verfügte im unteren Stockwerk über zwei Kanonenscharten nach Süden, fünf nach Westen und vier nach Norden. Der Hof konnte aus Gewehrscharten bestrichen werden. Der Kehlseite war ein trockener Graben von drei Metern Breite und zwei Metern Tiefe vorgelegt. Dieser musste auf einer Zugbrücke überschritten werden.

## Besatzung und Bewaffnung
Die Kriegsbesatzung bestand aus:
einer dreiviertel Kompanie Infanterie und 95 bis 115 Artilleristen.
- Bewaffnung

Die maximale Artillerieausstattung konnte aus bis zu 24 Geschützen bestehen. Nach 1866 wurde das Fort mit etwa 20 Geschützen verschiedener Kaliber bestückt, von denen einige in Reserve gehalten wurden.
Einsatzbereit aufgestellt waren:
- 5 Kanonen vom Kaliber 120 mm oder 210 mm (Hinterlader)

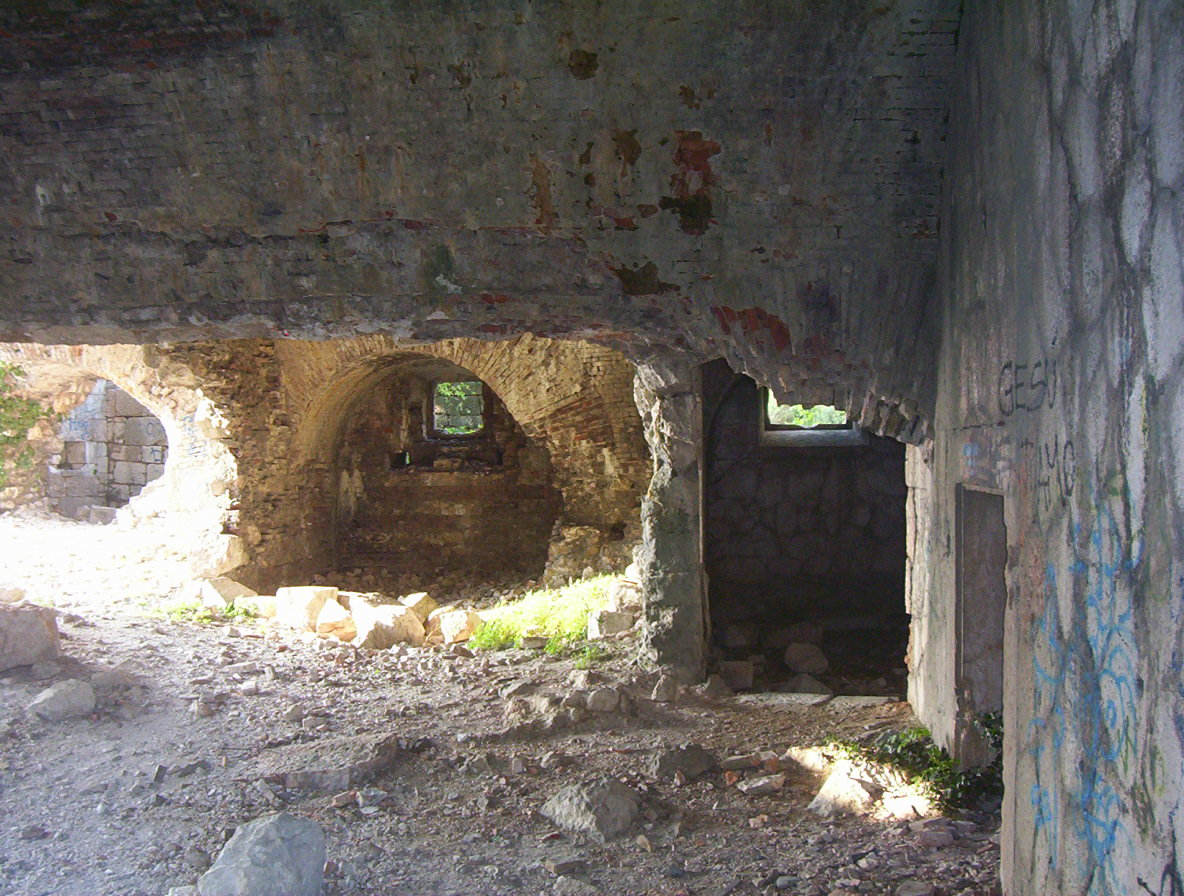
Blick in das Innere

- 12 Feldkanonen
- 2 Mörser

## Heute
Beim Rückzug der deutschen Wehrmacht aus dem Gebiet im Jahr 1945 sprengten die deutschen Soldaten die Anlage, die dabei schwer beschädigt wurde. Sie befindet sich derzeit in Privatbesitz und ist stark verwahrlost. Zu erreichen ist es auf der alten Militärstraße, die vom Weiler Ceraino am Werk Ceraino vorbei zum Weiler Monte führt.

## Anmerkung
Alle technischen Angaben, auch zu Bewaffnung und Besatzung, beziehen sich nur auf das italienische Fort nach 1884. Für die Zeit vor dem Umbau sind zurzeit keine verwertbaren Angaben vorhanden.